# Batista Vinatzer

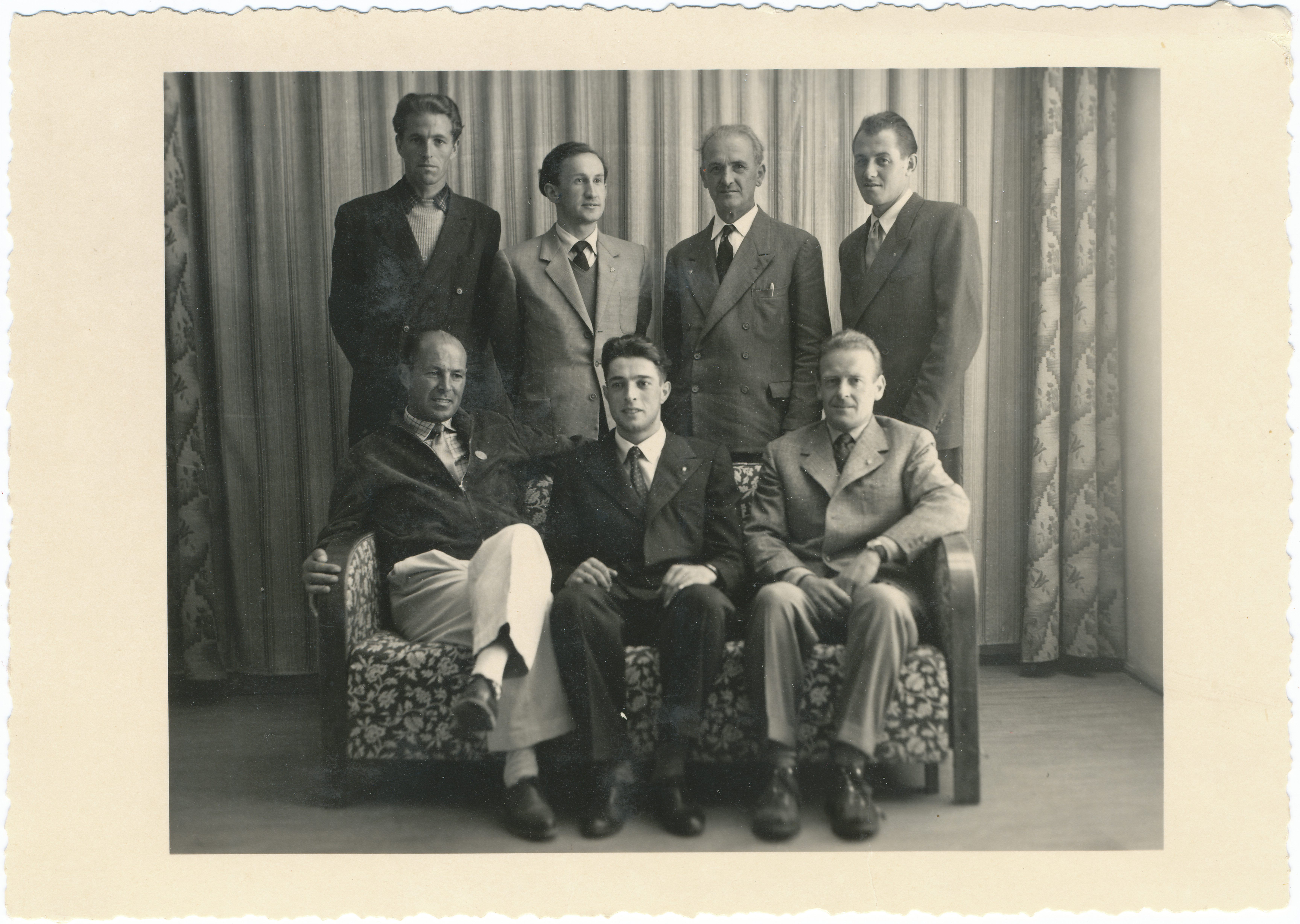
Batista Vinatzer, der Erste sitzend von links, mit den Mitbegründern der Sektion Gröden des CAI-Alpenverein Südtirol.

Giuani Batista Vinatzer, auch Johann Baptist Vinatzer, Hans Vinatzer oder Batista Vinazer de Val (* 24. Februar 1912 in St. Ulrich in Gröden; † 3. November 1993 ebenda), war ein Grödener Bergsteiger.

## Leben
Vinatzer, nicht zu verwechseln mit dem Jäger und Erstbesteiger der Furchetta Johann Baptist Vinatzer, stammte aus einer Bauernfamilie und begann wie viele seiner Altersgenossen im Dorf eine Bildhauer-Lehre. Seine Leidenschaft galt jedoch bereits früh dem Bergsteigen, das damals gesellschaftlich und von Seiten des Klerus noch kein rechtes Ansehen hatte. Er musste daher, wie er selbst erzählte, das Seil im Rucksack verbergen, wenn er durch das Dorf ging. 
Bereits in den früher 1930er Jahren schaffte er alpinistisch erstaunliche Leistungen, die er zudem auch noch aus Geldmangel oft barfuß und mit äußerst sparsamer Anwendung von Felshaken durchführte. Daher gilt Vinatzer als Vorgänger des Freikletterns. Dennoch blieb er, wohl aufgrund seiner Schweigsamkeit und zurückgezogenen Lebensweise, zunächst international kaum bekannt. Erst nach einem gescheiterten Wiederholungsversuch 1949 an der Südwand der Punta Rocca durch italienische Alpinisten wurde die Bergsteigerszene auf Vinatzers Begehungen der 30er aufmerksam. Reinhold Messner und Erich Abram zählten ihn zu den größten alpinen Bergsteigern seiner Zeit.
Auch in späteren Jahren blieb Vinatzer, seit 1935 Kletter-Ausbilder des Club Alpino Italiano und gelegentlich Holzbildhauer, im Bergsport aktiv. Er war Skilehrer und Leiter der Skischule von St. Ulrich in Gröden, 1954 Mitbegründer der Klettergilde der Catores in Gröden. 
Am 30. Juli 2001 erstiegen Adam Holzknecht und Diego Zanesco an einem Tag fünf Bergrouten Vinatzers: Marmolata Südwand, Nordwand der Furchetta, Nordwandriss der Stevia, dritter Sellaturm und die Südwestwand-Verschneidung des Piz Ciavazes.

## Erstbegehungen
- 18. Oktober 1931 mit Vinzenz Peristi linke direkte Südwand der Steviola, eines der Stevia vorgelagerten Turms
- 8. August 1932 mit Johann Rifesser Nordwand der Furchetta (nach den Versuchen von Emil Solleder und Hans Dülfer Dülferkanzel genannt, heute Vinatzerweg)
- 21. August 1933 mit Luis Rifesser Nordwand der Rodelheilspitze in der Sellagruppe
- 4. September 1933 mit Vinzenz Peristi Sass Fosch im Langental (Stevia)
- 8. September 1933 mit Vinzenz Peristi Nordwandriss der Stevia
- 1. Juli 1934 mit Luis Piazza Westriss am Piz Ciavazes
- 1934 mit Luis Rifesser Südwestwand-Verschneidung am Piz Ciavazes
- August 1934 mit Vinzenz Peristi rechter Vinatzerriss am Sas de Mesdì in den Geislerspitzen
- 23. Juni 1935 mit Vinzenz Peristi Westwand des Dritten Sellaturms
- Juli 1935 mit Vinzenz Peristi direkte Südwandkamine des Stabelerturms im Rosengarten
- 26. Juli 1935 mit Vinzenz Peristi direkte Nordwestwand der Rosengartenspitze
- 9. September 1935 mit Vinzenz Peristi Südostwand der Mugoni-Südspitze im Rosengarten
- 30. August 1936 mit Ruggero Bonatta Westsüdwestkante des Piz Ciavazes
- 2. und 3. September 1936 mit Ettore Castiglioni Südwand der Marmolata zur Punta Rocca

## Bibliographie
- Nadia Chiocchetti: Nosta Jent. Persones y personalités dla Ladinia. Union Generela di Ladins dles Dolomites. Fotolito Longo (keine Jahresangabe), Texte auf Ladin Dolomitan mit Zusammenfassung auf Deutsch und Italienisch, ISBN 88-901703-4-4
- Hanspaul Menara und Hannsjörg Hager: Berge und Bergsteiger. Alpingeschichte Südtirols. Athesia, Bozen 1994, ISBN 88-7014-809-2
- Paula Moroder: Batista Vinatzer de Val. In: Union di Ladins de Gherdëina, Calënder de Gherdëina 1979, St. Ulrich in Gröden, S. 67–71 (Ladinisch).
- (Franz) Runggaldier: N lecort a bera Batista Vinatzer de Val. Union di Ladins de Gherdëina, Calënder de Gherdëina 1995, St. Ulrich in Gröden, S. 108–116 (Ladinisch).
- Florian Trojer: Batista Vinatzer – König des Freikletterns. In: AVS-Mitteilungen. Dezember 2012, S. 44–45